# Arroyomolinos (Extremadura)
Arroyomolinos egy község Spanyolországban, Cáceres tartományban. Arroyomolinos Alcuéscar, Almoharín, Montánchez, Valdemorales, Santa Amalia és Mérida községekkel határos. Lakosainak száma 812 fő (2024).

## Népesség
A település népessége az elmúlt években az alábbi módon változott:
| Lakosok száma | 1163 | 946  | 981  | 999  | 962  | 827  | 808  | 797  | 844  | 812  |
|               | 2001 | 2004 | 2006 | 2009 | 2011 | 2014 | 2016 | 2019 | 2021 | 2024 |